# GCSE
GCSE (ang. General Certificate of Secondary Education) – egzamin zdawany powszechnie w trakcie piątego roku nauki w szkole średniej (ang. Secondary Education) przez uczniów w wieku 15/16 lat na tak zwanym 11 roku (ang. Year 11) w Anglii, Walii i Irlandii Północnej. Jest to warunek konieczny do kontynuowania nauki w systemie A-levels lub matury międzynarodowej.
W wieku 12-13 (ang. Year 8) lat (w niektórych szkołach w wieku 13-14 (ang. Year 9)) uczniowie decydują o wyborze przedmiotów, jakie będą podczas tego egzaminu zdawali. Najczęściej naukę do tych egzaminów rozpoczynają na tak zwanym dziewiątym roku (ang. Year 9).
Z egzaminów uczniowie otrzymują oceny od 9 do 1 (Stary system używa ocen A* do G oraz U(nieklasyfikowany)).
Jednym z warunków rozpoczęcia nauki w Sixth Form jest uzyskanie oceny od 9 do 4 (Stary system: A* do C).
Przedmioty obowiązkowe to: angielski, matematyka, walijski (we wszystkich walijskich szkołach) i science (ang. nauki ścisłe, m.in. fizyka, chemia, biologia). Religia w szkołach katolickich.
Przedmioty dodatkowe:
- język obcy nowożytny (francuski, afrikaans, włoski, hiszpański, polski, itd.)
- język klasyczny (starożytny grecki, starożytny arabski, hebrajski, łacina, itd.)
- techniczne (elektronika, inżynieria, domowa ekonomia, technika i projektowanie, catering, itd.)
- humanistyczne (ekonomia, geografia, historia, studia religijne, filozofia z etyką, itd.)
- społeczne (biznes, biznes z ekonomią, zdrowie i opieka zdrowotna, prawo, psychologia, socjologia, itd.)
- sztuka (muzyka, taniec, media, fotografia, itd.)
- inne (księgowość, dodatkowa matematyka, astronomia, geologia, ochrona środowiska, statystyka, WF, itd.)